# Route nationale 57 (Madagascar)
Pour les articles homonymes, voir Route nationale 57.
La route nationale 57 (N 57) est une route nationale s'étendant de Hell-Ville jusqu'à l'aéroport international de Fascene à Madagascar.

## Description
La route nationale 57 parcourt 28 kilomètres sur l'île de Nosy Be, qui fait partie de la région de Diana, au large de la côte nord-ouest de Madagascar.
Elle part de la N 30a à Andoany (Hell-Ville)  au sud de l'île et s'étend en direction nord-est jusqu'à l'aéroport de Fascene à l'est.
La RN 57 est aussi appelée Route de l'Est.

## Parcours
Du sud au nord:
- Hell-Ville
- Andoany
- Tanambao
- Aéroport international de Fascene

Avec la route de l'ouest et la route du nord, la route de l'ouest constitue une route périphérique de l'île.